# Clovis Corrêa da Costa
Clovis Corrêa da Costa (Cuiabá, 1 de fevereiro de 1888 – 18 de outubro de 1972) foi um médico brasileiro.
Formado em farmácia na Bahia (1904) e em medicina no Rio de Janeiro (1911). Foi eleito membro da Academia Nacional de Medicina em 1945, sucedendo Octávio de Souza na Cadeira 61, que tem Luís da Cunha Feijó como patrono.